# Juan Francisco Sánchez (patinador)
Juan Francisco Sánchez (Rosario, 26 de agosto de 1993) es un patinador argentino que obtuvo medalla de oro en los Juegos Panamericanos de 2019 y la medalla de bronce en los Juegos Mundiales de 2017, en la disciplina de patinaje artístico sobre ruedas.  

## Biografía
Juan Francisco se inició en el patinaje artístico sobre ruedas en Rosario, su ciudad natal, primero en el club Estrella Azul y luego en el club La Gloria, con las profesoras Daina y Noel Izquierdo, que lo promovieron al nivel B y luego lo proyectaron hacia la categoría internacional. Luego se mudó a Buenos Aires para ser entrenado por Walter Iglesias -quien obtuvo la medalla de oro en los Juegos Panamericanos de 1999- y Gastón Pasini en el Club Atlético Lanús.
En 2017 obtuvo la medalla de bronce en los Juegos Mundiales de 2017 y en 2019 logró la medalla de oro en los Juegos Panamericanos de Lima.

## Premios
- Olimpia de plata (2019)[4]